# Трофимова, Наталья Александровна
Ната́лья Алекса́ндровна Трофи́мова (род. 19 февраля 1976 года, Минск, Белоруссия) — белорусская фотомодель, адвокат.

## Биография
В 1998 году закончила Симферопольский юридический техникум  (специальность — «правоведение»), в 2001 — Академию управления при Президенте Республики Беларусь (специальность — «правоведение»).
6 мая 2005 года получила свидетельство об аттестации юриста. Работает адвокатом в Минской городской коллегии адвокатов. Является практикующим адвокатом с более чем 15-летним стажем. профессиональной юридической деятельности (оказывает профессиональные юридические услуги, выступая и как представитель в судах, и как защитник по уголовным делам в сфере  экономических правоотношений). Принимает участие в бесплатных юридических консультациях для женщин, подвергающихся насилию; участвует в благотворительных акциях для детей и пожилых людей. В 2004 году стала учредителем ООО «Ваш юрист». В декабре 2013 года получила статус адвоката.
Участвовала в рекламных съёмках в качестве фотомодели. Является национальным представителем международных конкурсов красоты для девушек и женщин на территории Белоруссии.
С 2014 года участвует в благотворительной правовой акцию для детей-сирот «Адвокаты — детям», организованную Республиканской коллегией адвокатов.
На конкурсе красоты «Миссис Вселенная—2014» (21—29 августа 2014, Куала Лумпур, Малайзия) была признана самой гламурной участницей конкурса.
В 2015 году — председатель организационного комитета конкурса «Миссис Вселенная—2015».

## Достижения
| Год  | Конкурс                   | Титул, место                          | Место проведения       |
| 2012 | «Леди Босс — 2012»        | Титул «Леди Женственность»            | Беларусь, Минск        |
| 2012 | «Миссис Вселенная — 2012» | Титул «Дружба»                        | Россия, Ростов-на-Дону |
| 2013 | «Миссис Европа — 2013»    | 3-е место                             | Украина, Одесса        |
| 2014 | «Миссис Вселенная — 2014» | Титул «Миссис Гламур» (Mrs Glamorous) | Малайзия, Куала Лумпур |

## Комментарии
1. ↑  С 2 февраля 1998 года.